# Heinkel He 49
Heinkel He 49 là một mẫu máy bay tiêm kích hai tầng cánh của Đức trong thập niên 1930.

## Tính năng kỹ chiến thuật (Heinkel He 49b)
Đặc điểm tổng quát
- Kíp lái: 1
- Chiều dài: 8,24 m (27 ft 0⅓ in)
- Sải cánh: 11 m (36 ft 1 in)
- Chiều cao:  ()
- Diện tích cánh: 27,20 m² (292,79 ft²)
- Trọng lượng có tải: 1.950 kg (4.299 lb)
- Động cơ: 1 × BMW VI 6.0, 515 kW (690 hp)

 Hiệu suất bay 
- Vận tốc cực đại: 325 km/h (202 mph) 302 km/h trên độ cao 3.500 m (188 mph trên độ cao 11.485 ft)

Trang bị vũ khí

- Súng: 2 × súng máy 7,92 mm (.312 in)